# مارسيلينو لوبيز
مارسيلينو لوبيز (بالإسبانية: Marcelino López)‏ هو سباح نيكاراغوي، ولد في 1975 في ماناغوا في نيكاراغوا.

## وصلات خارجية
- مارسيلينو لوبيز على موقع أوليمبيديا (الإنجليزية)